# Championnats du monde de four cross 2015
Navigation
2014 2016
Les championnats du monde de four cross 2015 sont la 14e édition de ces championnats, organisés par l'Union cycliste internationale (UCI) et décernant les titres mondiaux en four-cross.

## Podiums
| Épreuves | Or             | Argent       | Bronze        |
| -------- | -------------- | ------------ | ------------- |
| Hommes   | Aiko Göhler    | Luke Cryer   | Benedikt Last |
| Femmes   | Anneke Beerten | Lucia Oetjen | Steffi Marth  |

## Tableau des médailles
| Rang | Nation          | Or | Argent | Bronze | Total |
| ---- | --------------- | -- | ------ | ------ | ----- |
| 1    | Allemagne       | 1  | 0      | 2      | 3     |
| 1    | Pays-Bas        | 1  | 0      | 0      | 1     |
| 3    | Grande-Bretagne | 0  | 1      | 0      | 1     |
| 3    | Suisse          | 0  | 1      | 0      | 1     |
|      | TOTAL           | 2  | 2      | 2      | 6     |